# Scheiblerfabrik Dreistegen

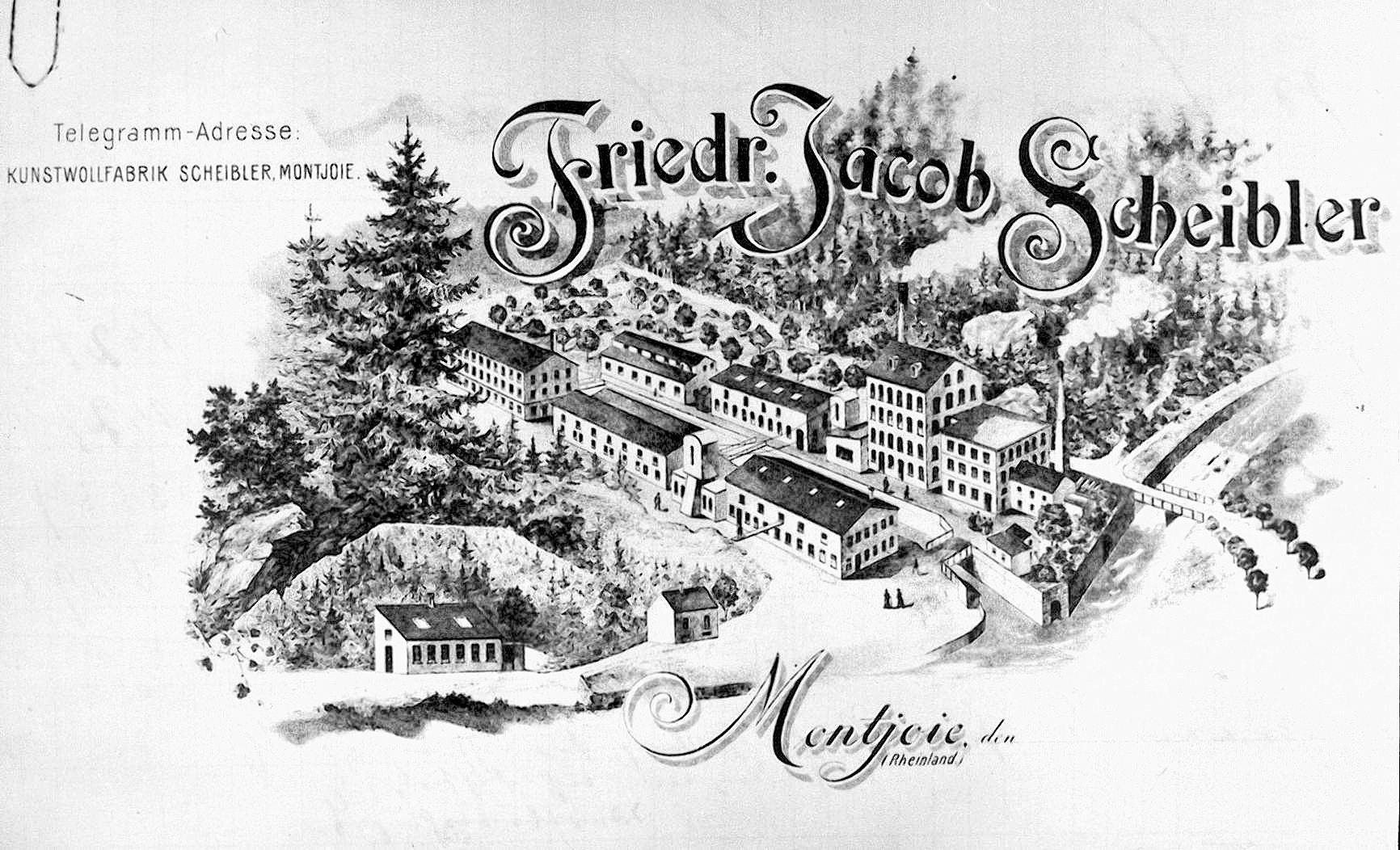
Kunstwollfabrik vor 1900 (noch ohne Sheddachhalle und Kesselhaus)

Die Scheiblerfabrik Dreistegen war eine Textilfabrik in Monschau in der Städteregion Aachen in Nordrhein-Westfalen mit der Adresse Dreistegen 1–11. Sie wurde ab Anfang des 19. Jahrhunderts in mehreren Etappen errichtet und in den 1960er-Jahren geschlossen. Anschließend wurden mehrere Werksgebäude abgerissen, andere stark verändert und nur das Kesselhaus von 1900, das als Künstleratelier mit Wohnbereich umgebaut wurde, erhielt den Denkmalschutzstatus.

## Geschichte

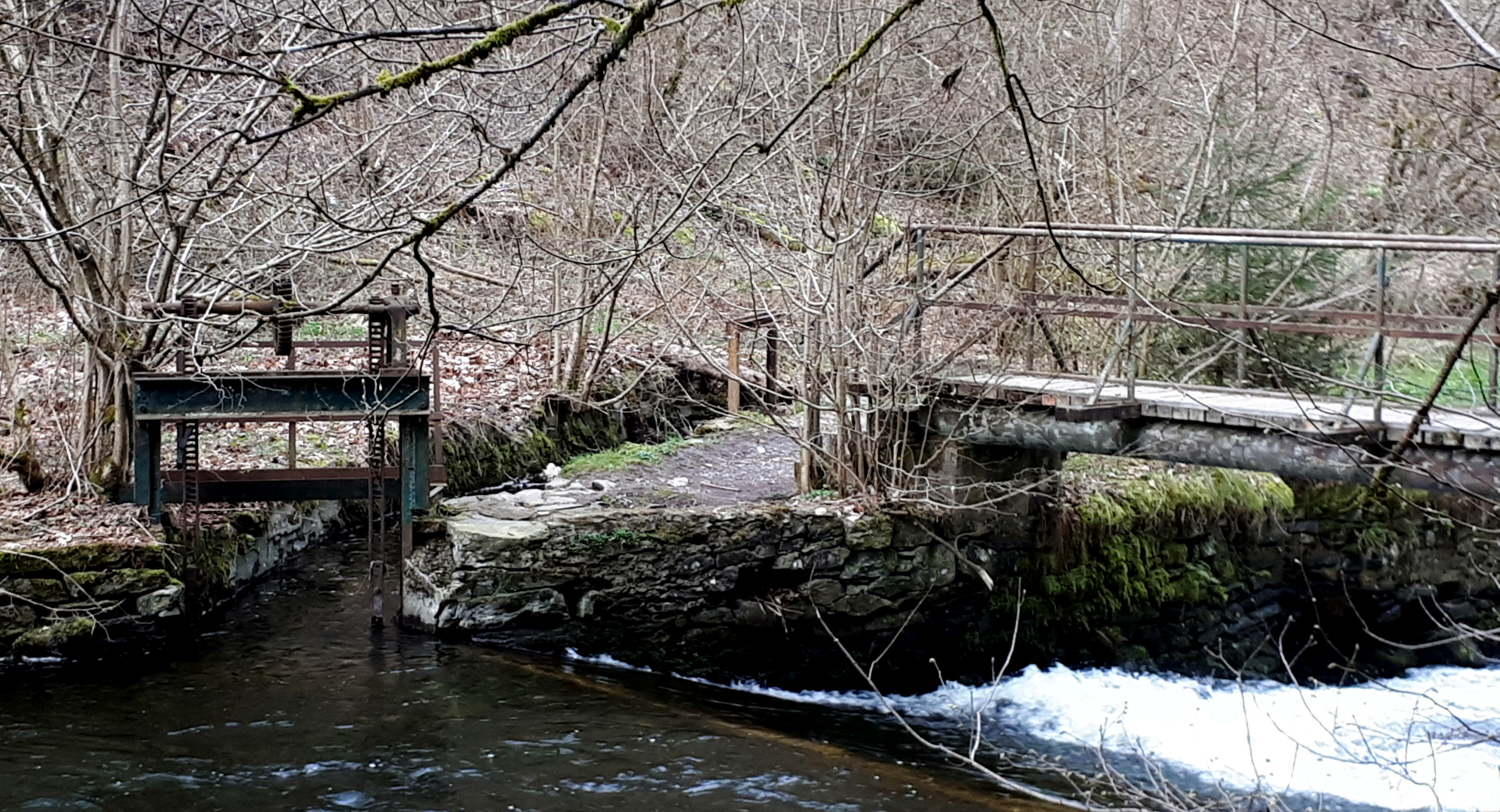
Historisches Wehr von 1778

Unmittelbar vor der Ortsgrenze von Monschau auf der Flur Dreistegen, wo der Perlbach in die Rur fließt und wo einst „drei Stege“ die Bachüberquerungen ermöglichten, errichtete im Jahr 1778 der Textilhersteller Matthias Schlösser, der Ältere (1719–1785) am Ufer des Perlbaches eine Walkmühle (heutige Adresse: Dreistegen 11) sowie einen Mühlkanal, der wenige hundert Meter oberhalb der Anlage den Bachverlauf trennte. Schlösser war mit Anna Judith Scheibler (1713–1808) verheiratet, einer Schwester des nach Monschau zugezogenen Johann Heinrich Scheibler, der dort die „Tuchfabrik J. H. Scheibler“ in der Form des zu jener Zeit üblichen Verlagssystems gegründet hatte. Dessen Enkel Friedrich Jakob Scheibler (1774–1834), seit 1797 alleiniger Geschäftsführer dieses Familienbetriebs, plante das Familienunternehmen zu erweitern und erwarb daher unter anderen um 1805 von den Nachfahren Schlössers das Areal Dreistegen mit der dortigen Walkmühle. 
Nach Friedrich Jakobs Tod übernahm sein Sohn Alexander Arnold Scheibler (1804–1877) die nach seinem Vater benannte Scheiblerfabrik Dreistegen. Er ließ zunächst im Jahr 1840 den mehrstöckigen Bruchsteinbau an der Straße als neuen Direktionssitz errichten (Dreistegen 3) und erweiterte im Jahr 1856 seine Produktionspalette im Jahr 1856 um die Herstellung von Filzhüten. Schließlich stellte er 1863 die Fabrik um auf die Herstellung von Kunstwolle, einen neuen Produktionszweig, bei dem durch Zerreißen wollener Abfälle neues Spinnmaterial produziert wurde. Dass bei der Verarbeitung des Rohmaterials Salzsäure eingesetzt werden musste, deren Ausscheidungen nicht nur gesundheitsschädlich waren, sondern auch die angrenzenden Waldgebiete erheblich schädigten, nahm der Unternehmer schlichtweg in Kauf. Um möglichen Regressansprüchen vorzubeugen, kaufte die Firma Scheibler diese Waldgebiete auf. 
Diese Neuerung, die für längere Zeit sehr erfolgreich war, führte 1877 unter Alexander Scheibler (* 1850), Sohn von Alexander Arnold, zum Bau weiterer Werksgebäude an der Straße links des Perlbaches (Dreistegen 5) und gegenüber rechts des Baches (Dreistegen 9). Im linken Fabrikgebäude sind 2024 noch die Eintrittsöffnungen für die Wasserzuführung des Mühlenkanals aus dem Perlbach zu erkennen, der dort ab 1882 eine Dampfmaschine antrieb, die bereits 1886/1887 zusätzlich als erste private Beleuchtungsquelle Monschaus das Gesamtwerk Dreistegen mit elektrischem Strom versorgte. In jenem Jahr beschäftigte die „Kunstwollfabrik  F. J. Scheibler“ 172 Frauen und 14 Männer, wovon 31 Personen zwischen 14 und 16 Jahre alt waren.
Im Jahr 1900 wurde am linken Ufer der Rur hinter der Einmündung des Perlbachs ein neues Kesselhaus erbaut (Dreistegen 1), das Platz für zwei große Dampfkessel bot. Zwölf Jahre später wurde der Firmenkomplex mit einer zweigliedrigen langen Sheddachhalle komplettiert (Dreistegen 7), die gegenüber des Kesselhauses am rechten Ufer ihren Platz erhielt. Vor allem diese Sheddachhalle nahm bei einem Brand am 3. Oktober 2023 infolge eines technischen Defekts erheblichen Schaden und der Aufbau dauert noch immer an (2024). In Anbetracht des erhöhten Strombedarfs im 20. Jahrhundert erhielt der Firmenkomplex von 1921 bis 1966 zusätzliche elektrische Energie aus der Scheiblerfabrik Rosenthal, wo diese mittels einer Francis-Turbine in der dortigen ehemaligen Walkmühle produziert und der Überschuss ins öffentliche Netz eingespeist wurde.
Bis in die 1960er-Jahre konnte sich die Kunstwollfabrik auf dem Markt halten und musste schließlich ihren Betrieb einstellen. Langjähriger Leerstand führte zu einem Verfall der Gebäude, die dann baldmöglichst gesichert oder bereits teilweise abgerissen werden mussten (mindestens drei im Vergleich zur Firmenpostkarte). Erst im Jahr 2008 erwarb die neugegründete „Dreistegen GmbH“ den verfallenen Industriekomplex und baute ihn bis auf das neue Kesselhaus unter Berücksichtigung brauchbarer Gebäudeteile wieder auf. Das neue Unternehmen hat sich auf die Anwendung kalter Plasmen zur Veredlung technischer Oberflächen spezialisiert, um die Eigenschaften von Werkstoffen zu optimieren. 
Lediglich das Kesselhaus als einziges denkmalgeschützte Gebäude des vormaligen Fabrikkomplexes wurde im Jahr 2002 von einem Privatmann und Künstler erworben, der dieses grundlegend sanierte und als Künstleratelier mit einliegender Wohnung umgestaltete.

## Baucharakteristik

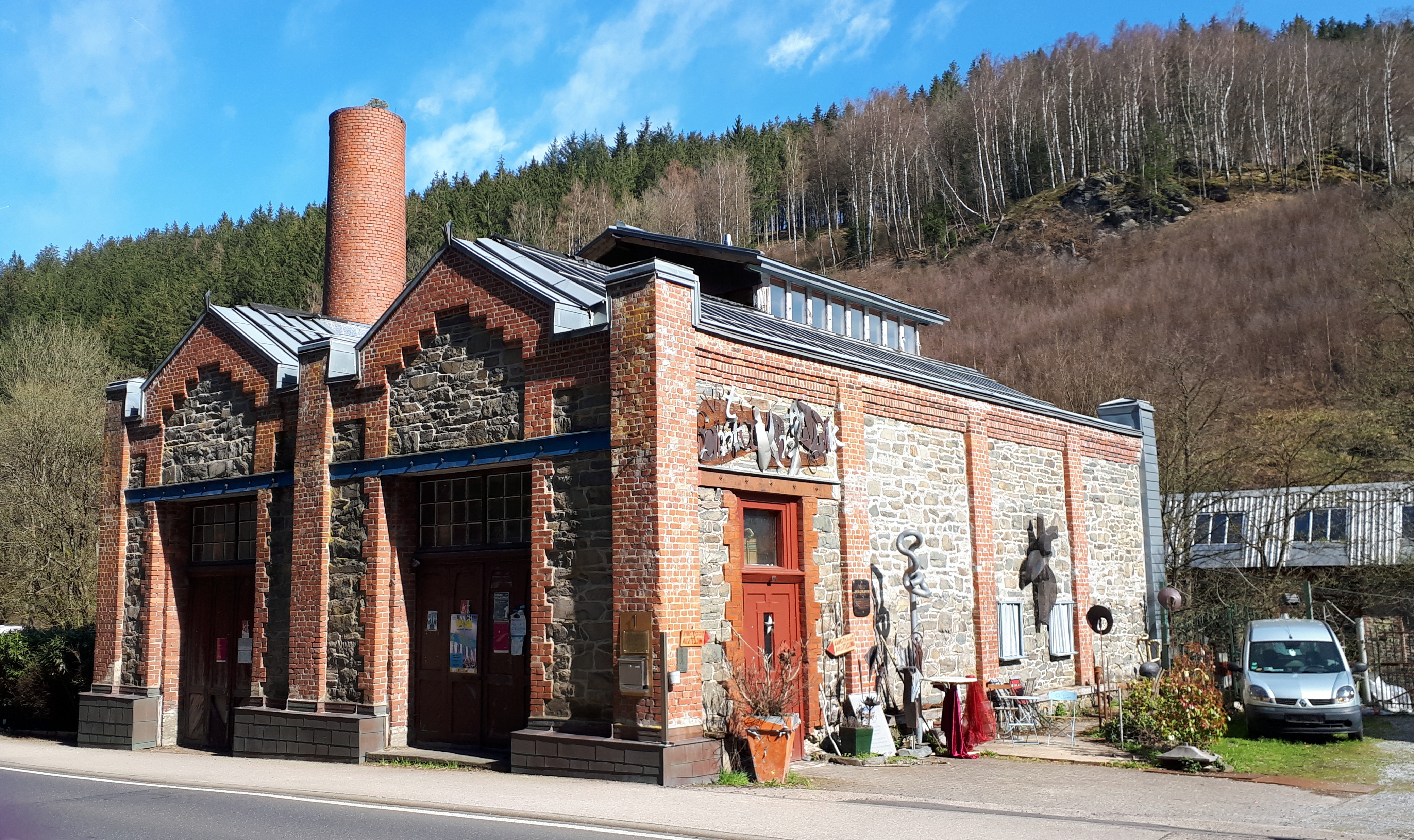
Altes Kesselhaus

Das alte Kesselhaus (Dreistegen 1) ist ein nach außen eingeschossiger rechteckiger Bau in Bruchsteinbauweise mit zwei einachsigen Giebelfronten zur Straßenseite, von denen aus jeweils ein eigenes Satteldach aus Zinkblech zum hinteren Giebelaufbau zieht. Dem Dach wurde ein kurzer rechteckiger Aufbau mit eigenem Satteldach aufgesetzt, der mit seinen seitlichen Fensterreihen Tageslicht ins Innere bringt. 
Sowohl die Gebäudeecken als auch die Mittelachsen der Giebelseiten sind mit quadratischen Stützpfeilern markiert und die vierachsigen Seitenfassaden mit pilasterartigen Wandpfeilern gegliedert, allesamt in Ziegelsteinbauweise. In den beiden straßenseitigen Giebelfassaden sind jeweils ein großes hochrechteckiges Tor mit gläsernem Oberlicht und einem durchgehenden Stahlträger als Sturz eingebaut. Ebenso ist die einflügelige heutige Eingangstür in der ersten Achse der rechten Fassade gestaltet. Die Tor- und Türeinfassungen sind wie die Giebelaufbauten mit roten Ziegelsteinen hervorgehoben. 
An der Nordostseite des Kesselhauses befindet sich noch der ehemalige Kamin, dessen Höhe jedoch um circa die Hälfte gekürzt wurde. Im Innern wurde das Gebäude über drei Ebenen nach den Vorstellungen des Künstlers gestaltet.
Von dem Direktionsgebäude (Dreistegen 3) mit fünf zu vier Achsen sind aus den Anfangsjahren noch zwei Geschosse in Bruchsteinbauweise erhalten, denen ein weiteres hohes Obergeschoss in Stahlbauweise mit Zinkverblendungen aufgesetzt und mit einem Satteldach gedeckt wurde. Ähnlich zeigen sich die beiden langgestreckten Werksgebäude rechts und links des Perlbachs (Dreistegen 5 und 9), deren hohe bruchsteinerne Erdgeschosse aus der Entstehungszeit später um ein- bis zweigeschossige gestufte Aufbauten ebenfalls in Stahlbauweise mit Zinkbeschlägen und entsprechenden Satteldächern aufgestockt wurden.
Die doppelgliedrige Sheddachhalle aus dem Jahr 1912 zeigte sich bis zu ihrem Brandschaden noch wie zur Zeit ihrer Entstehung, nämlich mit Bruchsteinmauern und einem Zinkdach.
Nur noch rudimentär vorhanden ist die ursprüngliche und 1984 weitestgehend abgebrochene Walkmühle (Dreistegen 11), die derzeit keine offizielle Funktion mehr innehat.

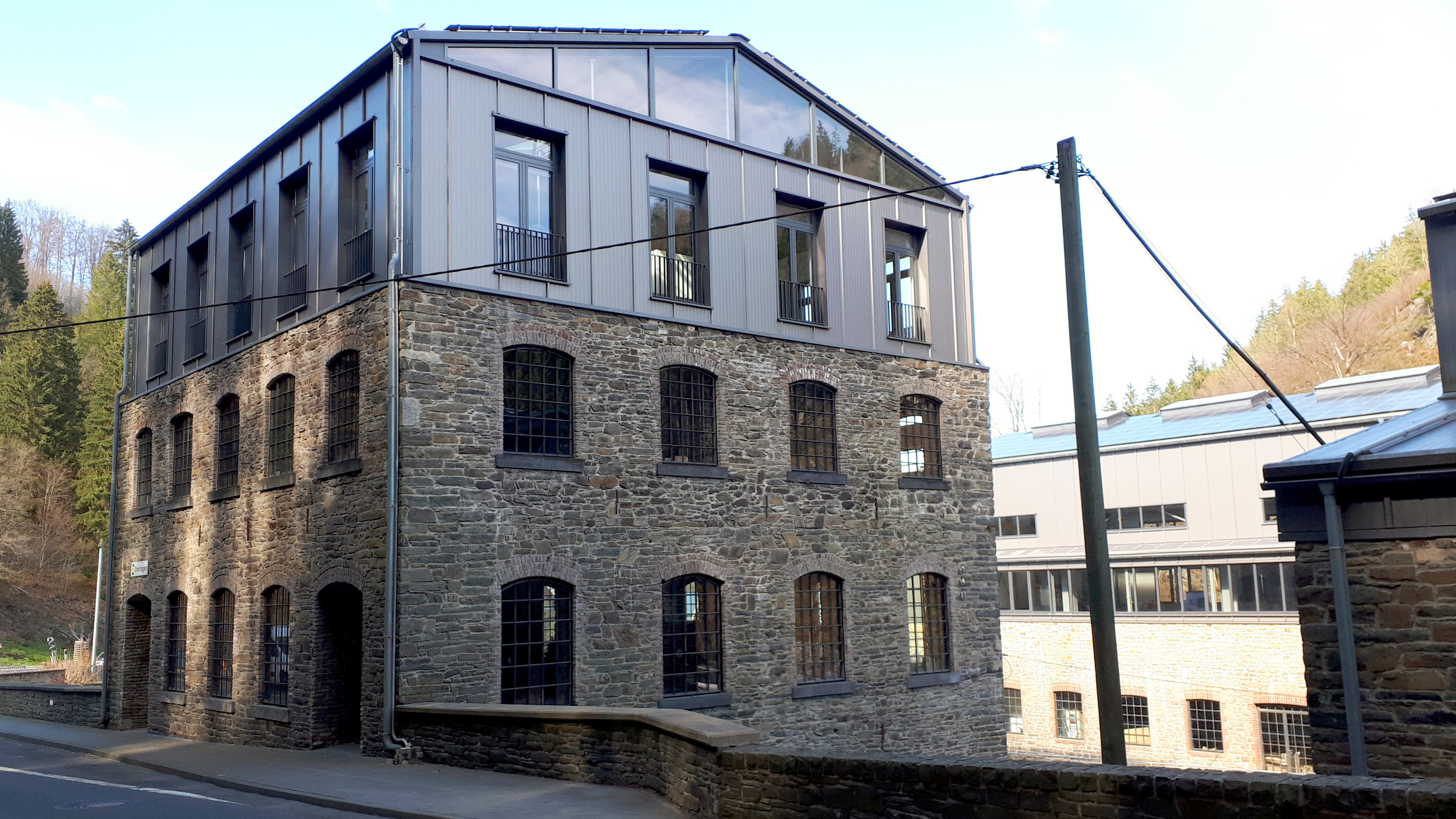
Verwaltungsgebäude von 1840
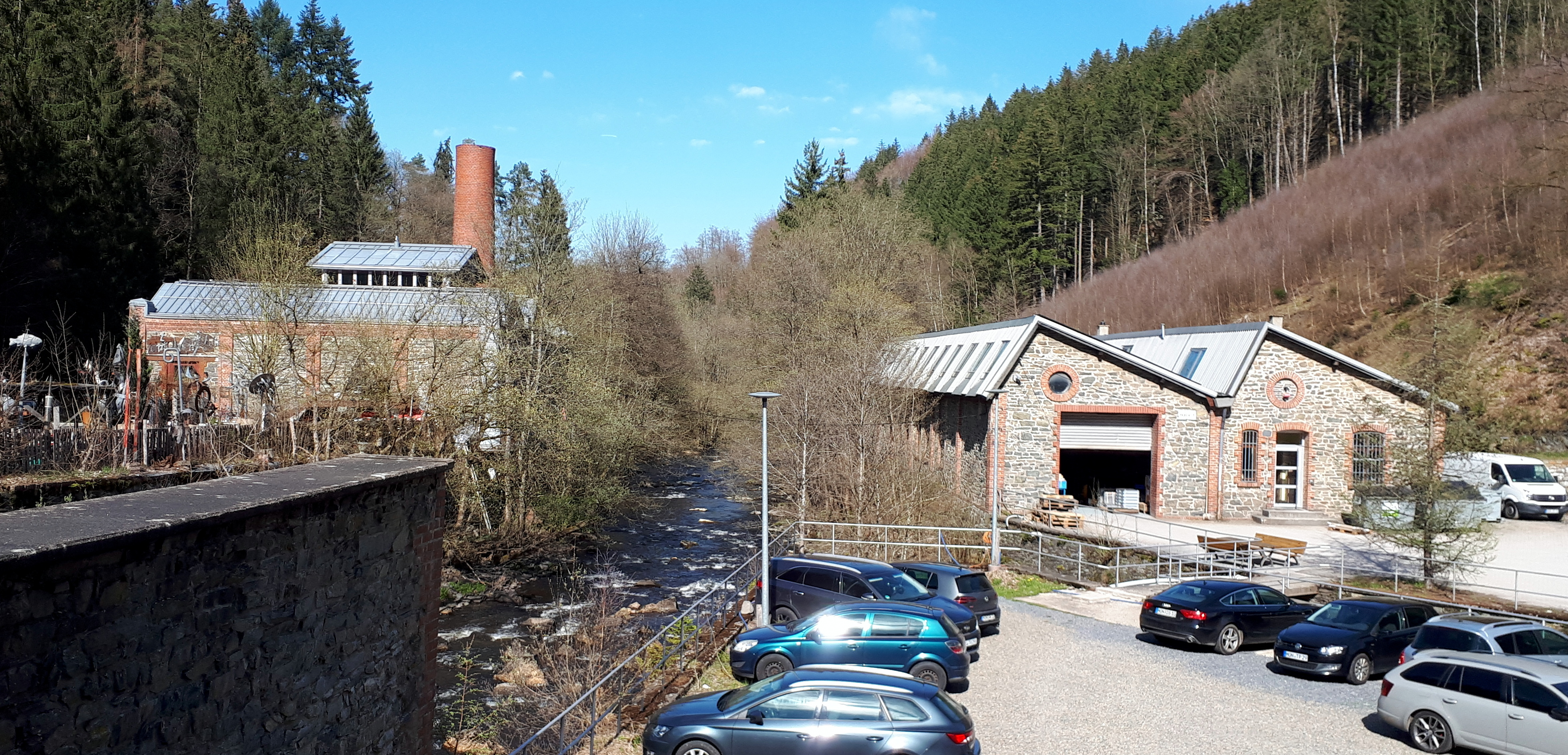
Shetdachhallen von 1918 (2023 durch Brand zerstört) und Kesselhaus (links)
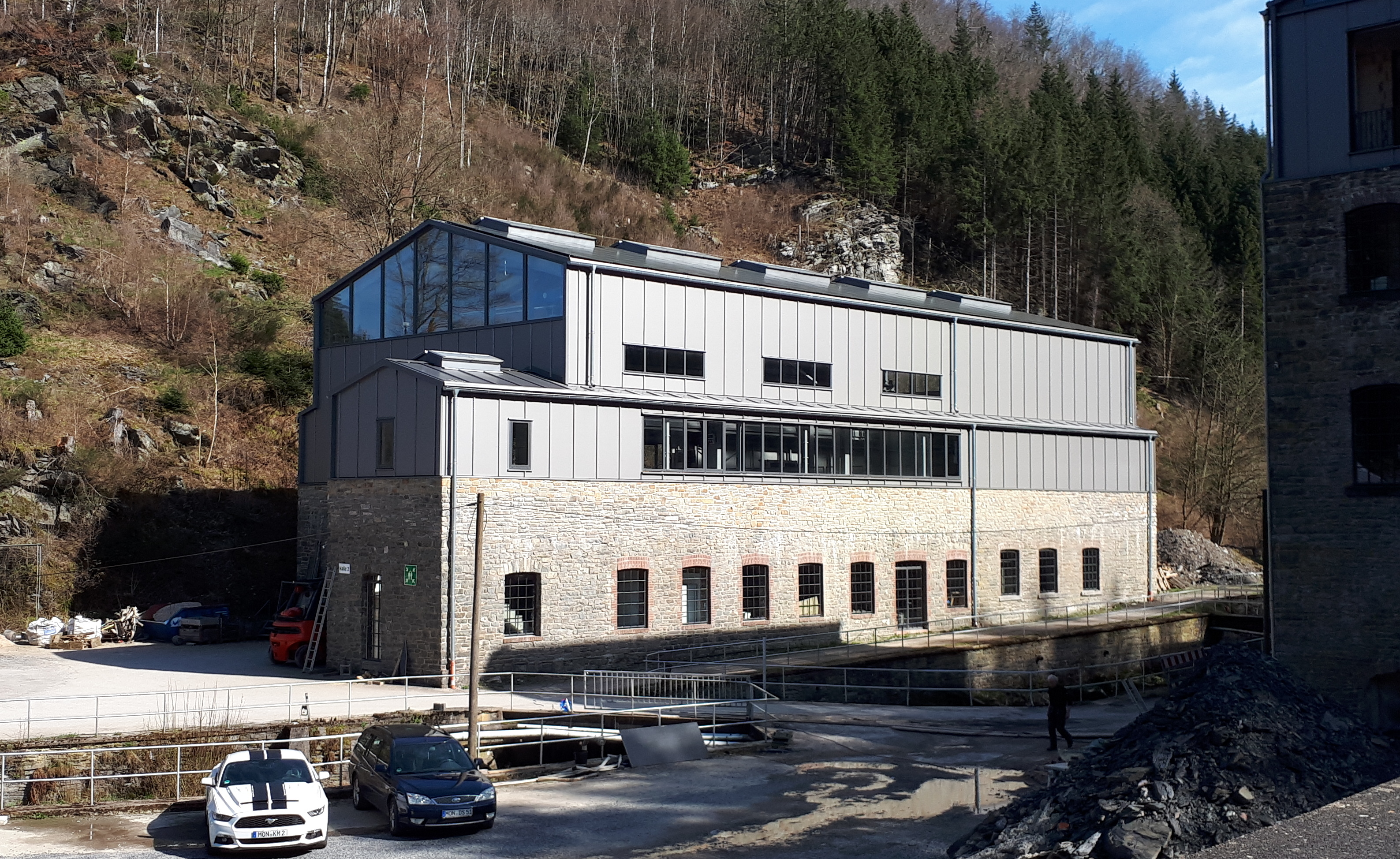
Werksgebäude von 1877